# William H. Lamport

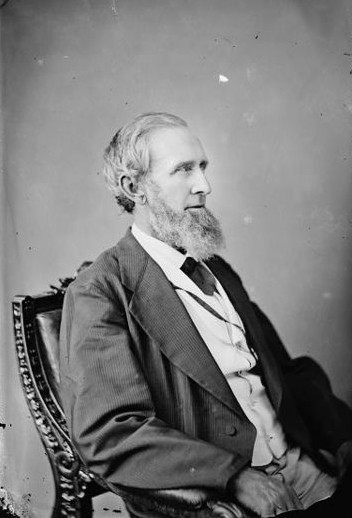
William H. Lamport

William Henry Lamport (* 27. Mai 1811 in Brunswick, New York; † 21. Juli 1891 in Canandaigua, New York) war ein US-amerikanischer Politiker. Zwischen 1871 und 1875 vertrat er den Bundesstaat New York im US-Repräsentantenhaus.

## Werdegang
William Henry Lamport wurde ein Jahr vor dem Ausbruch des Britisch-Amerikanischen Krieges im Rensselaer County geboren. Die Familie zog 1826 nach Gorham im Ontario County. Er besuchte dort öffentliche Schulen. Danach ging er landwirtschaftlichen Tätigkeiten nach. Er war 1848 und 1849 Supervisor in Gorham. Zwischen 1850 und 1853 bekleidete er den Posten als Sheriff im Ontario County. Er saß 1854 in der New York State Assembly. 1864 zog er nach Canandaigua. Er war 1866 und 1867 Präsident der Village von Canandaigua. Politisch gehörte er der Republikanischen Partei an.
Bei den Kongresswahlen des Jahres 1870 für den 42. Kongress wurde Lamport im 25. Wahlbezirk von New York in das US-Repräsentantenhaus in Washington, D.C. gewählt, wo er am 4. März 1871 die Nachfolge von William H. Kelsey antrat. 1872 kandidierte er im 26. Wahlbezirk von New York für den 43. Kongress. Nach einer erfolgreichen Wahl trat er am 4. März 1873 die Nachfolge von Milo Goodrich an. Da er auf eine erneute Kandidatur 1874 verzichtete, schied er nach dem 3. März 1875 aus dem Kongress aus.
Er kehrte nach Canandaigua zurück, wo er am 21. Juli 1891 verstarb. Sein Leichnam wurde dann auf dem West Avenue Cemetery beigesetzt.